# Atsushi Sakurai
Atsushi Sakurai (櫻井 敦司 Sakurai Atsushi?), (Fujioka, Gunma, 7 de marzo de 1966 - Yokohama, 19 de octubre de 2023), fue un músico japonés, cantante y escritor de letras, vocalista de la banda de rock BUCK-TICK desde 1985 hasta su fallecimiento en 2023. Fue baterista de la misma banda, entre 1983 a 1985, cuando esta se llamaba Hinan Go-Go para después tener el puesto de vocalista de la agrupación durante los siguientes 38 años. Estando en la posición de vocalista, Buck-Tick cosechó 23 álbumes de estudio estando en las diez primeras posiciones de Oricon durante varios años. A menudo, se considera que la influencia musical y estética de Buck-Tick fue tal que se les considera los precursores del movimiento Visual Kei en Japón. También incursionó como solista con el álbum Ai no Wakusei en el 2004 y fue miembro de Schwein junto con Hisashi Imai (también integrante de BUCK-TICK), Sascha Konietzko (KMFDM) y Raymond Watts (PIG). En 2015, Sakurai formó un proyecto en solitario conocido como The Mortal. El 19 de octubre de 2023, durante una presentación de su agrupación en el KT ZEPP de Yokohama hecha sólo para integrantes de su club de fans, Sakurai sufrió un serio quebranto de su salud tras interpretar solo tres canciones, lo que se agravó tras su traslado a un hospital en dónde falleció a los 57 años de edad como resultado de una hemorragia cerebral.

## Biografía
Atsushi creció en una familia inestable, con un padre alcohólico que maltrataba a su madre. Cuando cumplió 18 años ya formaba parte de la banda de Hisashi Imai, que en ese tiempo se llamaba Hinan Go-Go y de la que era el baterista. 
Cuando la banda se mudó a Tokio, Atsushi no los pudo acompañar, ya que su padre le decía que debía renunciar a la música. Un tiempo después su padre falleció y Atsushi abandonó la banda por un tiempo para quedarse con su madre. En ese tiempo, le preguntó a Toll Yagami (batería) si podía ser el cantante de su banda de SP, que ya se estaba desintegrando por falta de un vocalista. Yagami lo rechazó y deshizo la banda pero tiempo después Atsushi se dirigió a Tokio siguiendo el consejo de su madre, quien le dijo que hiciera lo que a él le gustaba. Hisashi Imai (guitarra) terminó integrando a Atsushi como vocalista, después de la salida de Araki (antiguo vocalista) de la banda, e integró a Yagami como el nuevo baterista.
Su apellido fue escrito originalmente con el kanji de "桜" (Sakura), que es el verdadero kanji de su nombre. Cuando su madre murió en 1990 lo cambió a "樱" (Sakurai) porque quiso llevar la interpretación de su nombre a un plano más real y menos fantasioso e imaginario. El cambio fue como un nuevo inicio para él y lo llevó a encarar su carrera en forma más seria. Ha escrito varias canciones referentes a su madre, como "Júpiter", "long distance Call" y "Sakura". 
En 1991, contrajo matrimonio con la estilista de la banda, con quien tuvo un hijo y de quien se divorció a los dos años. En el 2004 volvió a casarse con quien hasta su fallecimiento en 2023 fue su esposa y madre de 2 de sus hijos.
A lo largo de su carrera en BUCK-TICK, escribió la mayoría de las canciones. También trabajó en los álbumes Shishunki II y Kaikoteki Mirai - Nostalgic Future de Der Zibet. Flowers de Issay, Wrecked de PIG, Mori no Hito ~Forest People~ y Chiaki Kuriyama's Circus de Masami Tsuchiya.

### Proyecto solista
En 2004, Atsushi lanzó 3 sencillos, 1 álbum, 1 DVD y 1 libro. El álbum Ai no Wakusei (愛の惑星, Planeta de amor) que contó con canciones compuestas por Wayne Hussey (The Sisters of Mercy), J. G. Thirlwell (Foetus), Cube Juice, My Way My Love, Raymond Watts, Cloudchair (Jake of Guniw Tools), Masami Tsuchiya y una nueva versión de una canción de 1992, donde colaboró con Clan of Xymox. Ese mismo año también hizo su debut como actor, con el papel protagonista del cortometraje de Ryuhei Kitamura, LONGINUS. El libro que lanzó se llama Yasou (夜想 "Nocturne") y contiene poemas y líricas.

### Fallecimiento
El 19 de octubre de 2023, durante la última aparición de BUCK-TICK en KT Zepp Yokohama, Sakurai fue trasladado de urgencia debido a una serie de síntomas que llevó a la banda a detener el show de forma abrupta. El cantante fallecería esa misma noche a las 23:09 horas. El suceso se mantuvo privado hasta el martes 24 de octubre que la banda dio el comunicado oficial sobre el fallecimiento de Sakurai Atsushi por medio de sus cuentas oficiales; se supo posteriormente que la causa de su fallecimiento se produjo por una hemorragia en el tronco cerebral, a sus 57 años de edad.

## Discografía

### Singles
- "SACRIFICE" 26/05/2004 [Posición Oricon: #25]
- "Taiji/Smell" (胎児/SMELL) 21/07/2004 [Posición Oricon: #22]
- "Wakusei -Rebirth-" (惑星-Rebirth-) 23/02/2005 [Posición Oricon: #62]

### Álbumes
- 2004,  Ai no Wakusei. [Posición Oricon: #15]

### DVD
- LONGINUS (25/08/2004, short film), [Posición Oricon: #16]
- -EXPLOSION- Ai no Wakusei Live 2004 (-EXPLOSION- 愛の惑星Live2004) 16/12/2004 [Posición Oricon: #47]

### Libros
- 2004, Yasou.
- 2004, Sacrifice.

### Con BUCK-TICK
Discografía de BUCK-TICK